# Silvia Campos

## Cantante y actriz
Silvia Campos Hermoso (24 de septiembre de 1972) es una actriz y cantante mexicana. Fue promesa/rostro del Heraldo de México en 1989.
En mayo de 1990 ingresó a Timbiriche en sustitución de Patty Tanús, quién a su vez había entrado para reemplazar a Thalia Sodi, terminando con el grupo la gira correspondiente al disco 10, compartió escenario con Diego Schoening, Erik Rubín, Claudio Bermúdez, Paulina Rubio, Bibi Gaytán, Edith Márquez y luego con la última generación Lorena Shelley, Daniel Gaytán, Kenya Hijuelos, Tanya Velasco, Alexa Lozano y Jean Duverger. Grabó los discos Timbiriche XI y XII y permaneció en la banda hasta 1994 año en que se desintegró.
En 1996 preparaba un disco como solista, pero al parecer el proyecto se quedó guardado, pues no se volvió a saber nada. Silvia fue novia de Manuel Sol, con el que contrajo matrimonio y vivió en la ciudad de Guadalajara. Grabó la voz del jingle de canal 9.
Su última aparición fue en la telenovela «Mi Querida Isabel», y por motivos de salud, decide retirarse para dedicarse de lleno a su vida personal en 1997.
En teatro, interpretó a Licha, en la obra musical "Vaselina 1995", al lado de su entonces novio Alejandro Ibarra, Lorena Rojas, Héctor Suárez Gomís, Juan Carlos Casasola.

## Filmografía
Ha participado en diversas telenovelas mexicanas para la empresa Televisa, entre las que destacan:
- Mujer, casos de la vida real interpretando varios personajes (2 episodios en 1997).
- Mi querida Isabel (1996) interpretando a Mary.
- Confidente de secundaria (1996)
- Agujetas de color de rosa (1994) interpretando a Marcela.
- María Mercedes (1992) interpretando a Diana San Román.
- La pícara soñadora (1991) interpretando a Bárbara.
- Un rostro en mi pasado (1990) interpretando a Yolanda.
- Simplemente María (1989).
- Dulce desafío (1988) interpretando a "La Regular".

## Discografía con Timbiriche
- Timbiriche XI (1992)
- Timbiriche XII (1993)

- Datos: Q4211728